# Tan Mo Heng
Tan (Bing) Mo Heng (né le 28 février 1913 et mort à une date inconnue) était joueur de football international indonésien. Son poste fut gardien de but.
Son frère, Tan Hong Djien, était également joueur de football.

## Biographie
Joueur au club indonésien du HCTNH Malang,, il est appelé par le sélectionneur néerlandais Johannes Christoffel van Mastenbroek pour jouer avec l'équipe des Indes néerlandaises (aujourd'hui l'Indonésie) la coupe du monde 1938, première du genre pour un pays d'Asie.